# Konrad IV Starszy
Konrad IV Starszy (oleśnicki) (ur. 1380–1390, zm. 9 sierpnia 1447 r. w Jelczu), biskup wrocławski w latach 1417–1447, książę oleśnicki w latach 1412/1413–1416, potem samodzielny pan na Kątach, Bierutowie, Prudniku i Sycowie.

## Pochodzenie
Konrad IV Starszy był najstarszym synem księcia oleśnickiego Konrada III Starego i bliżej nieznanej Guty. Imię Konrad nosili również czterej jego młodsi bracia wyróżniani przez historyków tylko dzięki liczbie porządkowej i przydomkowi. Konrad IV, mimo że był najstarszy i miał możliwość odziedziczenia po ojcu księstwa oleśnickiego, wybrał karierę duchowną.

## Kariera kościelna
Jego kariera rozwijała się błyskawicznie. Najpóźniej z końcem 1399 r. został klerykiem wrocławskim. Wprawdzie zabiegi rok później o kanonię wrocławską i probostwo w Domasławiu zakończyły się niepowodzeniem, lecz nie zniechęciło to Konrada, który od co najmniej 1410 r. był kanonikiem wrocławskim, a w latach 1411–1417 prepozytem kapituły. W 1411 r. rozpoczął starania o biskupstwo warmińskie. W tym celu udał się nawet w daleką podróż do Rzymu i chociaż wyprawa zakończyła się niepowodzeniem to jako rekompensatę otrzymał tytuł magistra i notariusza papieskiego. W 1412 r. zrezygnował z kanonii w Ołomuńcu.
Po rezygnacji biskupa Wacława papież Marcin V mianował go 17 grudnia 1417 r. biskupem wrocławskim. Święcenia biskupie Konrad otrzymał 22 stycznia 1418 r. z rąk sufragana wrocławskiego Jana Tylemanna w kolegiacie św. Mikołaja w Otmuchowie.

## Początek wielkiej polityki
Mimo zaangażowania od wczesnej młodości w sprawy kościelne Konrad IV żywo interesował się również polityką. Już w 1402 r. wstąpił do świeżo zawiązanego związku książąt śląskich. W 1409 r. wraz z ojcem na polecenie króla Wacława IV pośredniczył w zawarciu rozejmu pomiędzy Polską i Krzyżakami. W 1412 r. pośredniczył w załagodzeniu konfliktu pomiędzy książętami opolskimi a Wacławem IV i Wrocławiem. Wreszcie w 1416 r. wspólnie z braćmi zawarł układ sojuszniczy skierowany przeciwko Polsce z wielkim mistrzem krzyżackim Michałem Kűchmeistrem.
W 1412 lub 1413 r. w związku ze śmiercią ojca i małoletnością młodszych braci Konrad IV został udzielnym księciem oleśnickim. Stan ten utrzymał się do 1416 r., kiedy to Konrad IV Starszy mający już nadzieję na objęcie beneficjów kościelnych zrezygnował na rzecz braci z większości obszarów księstwa zachowując kontrolę nad Kątami Wrocławskimi, Sycowem, Bierutowem i Prudnikiem.
Lata rządów w diecezji wrocławskiej (wiązała się z tym dodatkowa władza nad księstwem nysko-otmuchowskim) przypadły na niezwykle burzliwy okres wojen husyckich, co w dużej mierze zdeterminowało styl prowadzenia przez niego polityki.

## Wojna z husytami
Na początku 1420 r. Konrad, wraz z pozostałymi książętami śląskimi, na zwołanym do Wrocławia sejmie Rzeszy złożył hołd lenny Zygmuntowi Luksemburczykowi i następnie udał się ze swoim suwerenem do Pragi, gdzie Zygmunt koronował się na króla Czech. Wierność biskupa nie zachwiała się nawet, kiedy rok później, w związku z detronizacją Luksemburga, władza króla uznawana była na Śląsku, Łużycach, w części Moraw i Czech (np. Pilzno, Czechy południowe, część wschodnich, np. ziemia kłodzka i dobra broumowskie). Konrad IV brał udział również w zorganizowanej w tym roku krucjacie zakończonej zajęciem Broumova.
W 1422 r. Zygmunt Luksemburski mianował Konrada namiestnikiem (starostą królewskim) na Śląsku i oficjalnie powierzył mu rolę organizatora walki z husytami. Według nowszych badań był to urząd starosty wrocławskiego z niektórymi kompetencjami dla całego Śląska.
W styczniu 1423 r. Konrad IV wziął udział wraz z innymi książętami śląskimi w przymierzu zawartym między Zygmuntem Luksemburczykiem a zakonem krzyżackim skierowanym przeciwko Polsce Władysława Jagiełły. W układzie tym gwarantowano w razie klęski Polski i jej rozbioru nabytki terytorialne książętom śląskim. Ostatecznie do realizacji porozumień nie doszło z uwagi na rozmowy Jagiellona z Luksemburczykiem podjętymi w tym samym roku w Kieżmarku. Biskup szybko pogodził się z tym stanem rzeczy i w kwietniu roku następnego udał się wraz z bratem Konradem V do Kalisza, gdzie doszło do ponownego ocieplenia stosunków z Polską.
W 1425 r. ruszyła do Czech kolejna krucjata, na której czele stanął biskup wrocławski, zakończona jednak tak jak poprzednie klęską. Od 1427 r. husyci zdecydowali się na wyprawy odwetowe na ziemie sojuszników znienawidzonego króla Zygmunta i jeszcze w tym samym roku podczas wyprawy na Łużyce zniszczeniu uległy przygraniczne Złotoryja i Lubań. W celu zneutralizowania zagrożenia husyckiego, część książąt śląskich i niektóre większe miasta (m.in. Wrocław i Świdnica) powołało do życia związek pod przewodnictwem biskupa wrocławskiego, mający na celu wzajemną pomoc. Związek miał okazję wykazać się już w roku następnym (raczej z dość miernym wynikiem), kiedy na Śląsk wkroczyła armia czeska pod dowództwem Prokopa Wielkiego. Większość książąt zawarła wówczas układ z husytami, którzy w zamian za wysoki okup i swobodne przejście przez ich terytorium gwarantowali im nienaruszalność dóbr. Pomimo jawnej zdrady przez niektórych książąt zawartego zaledwie przed rokiem układu Konrad IV nie rezygnował i zgromadziwszy oddziały biskupie (posiłki przysłały również niektóre miasta i książę ziębicki Jan) wydał w grudniu 1428 r. husytom bitwę (do starcia doszło niedaleko Nysy), która zakończyła się sromotną klęską. Konrad tylko dzięki szczęśliwemu zbiegowi okoliczności nie wpadł w ręce swoich wrogów. Po bitwie armia Prokopa nie niepokojona już przez nikogo bez przeszkód ruszyła w głąb Śląska, paląc i niszcząc większość obszaru Dolnego Śląska i części Górnego, skupiając się zresztą głównie na plądrowaniu dóbr biskupich (z wyjątkiem oczywiście tych terenów, które należały do książąt i miast które się wcześniej wykupiły). Dla politycznej i militarnej równowagi szczególnym zagrożeniem stał się fakt przyłączenia do husytów księcia opolskiego Bolka V.
W latach następnych, nie zważając na wcześniejsze klęski, biskup starał się kontynuować wojnę z husytyzmem na Śląsku, finansując zresztą wraz z patrycjatem Wrocławia większość przedsięwzięć. W 1430 r. na Śląsk ruszyła kolejna wyprawa husytów, wspieranych przez najemników polskich księcia Zygmunta Korybutowicza. Konrad IV musiał się wówczas pogodzić ze stratą dwóch ważnych warowni biskupich w Niemczy i Otmuchowie (odzyskał je dopiero pięć lat później i to dopiero po wykupie ze swojej prywatnej szkatuły od dowódców husyckich). Wreszcie w 1432 r. poważnemu zniszczeniu uległa ojcowizna biskupa – księstwo oleśnickie (spalono wówczas m.in. Oleśnicę oraz klasztory w Lubiążu i Trzebnicy). W celu zabezpieczenia katolickiego stanu posiadania w 1433 r. Konrad zdecydował się na odnowienie "Związku książąt śląskich" na którego czele ponownie stanął.

## Wojny domowe na Śląsku
Pod koniec 1437 r. zmarł cesarz rzymski i król czeski Zygmunt Luksemburski. Jego śmierć ponownie wprowadziła Czechy i Śląsk w wojnę domową. Luksemburczyk umierając przekazał bowiem prawa do swoich posiadłości zięciowi Albrechtowi Habsburgowi, jednak część elektorów zdecydowała się wybrać młodszego brata króla Polski – Kazimierza Jagiellończyka. Do walk na Śląsku doszło w 1438 r., kiedy armia polska ogniem i żelazem próbowała zachęcić książąt śląskich do uznania władzy Kazimierza, jako króla czeskiego. Biskup wraz z bratem księciem oleśnickim Konradem V usiłowali wówczas namówić Polaków do odwrotu (co rzeczywiście nastąpiło, głównie jednak na skutek wkroczenia na Śląsk silnej armii austriackiej). Wobec ostatecznego wycofania się Polaków Albrecht mógł bez przeszkód przyjąć hołdy książąt śląskich we Wrocławiu.
Względny spokój na Śląsku utrzymał się niecałe dwa lata. W 1440 r. ponownie nastąpiła podwójna elekcja – tym razem syna Albrechta, Władysława Pogrobowca oraz króla polskiego i węgierskiego, Władysława Jagiellończyka. Tym razem sprawa była o wiele bardziej zagmatwana, gdyż obie kandydatury miały licznych zwolenników (m.in. Habsburga popierał biskup wrocławski, a Jagiellona młodszy jego brat Konrad VII Biały). Długotrwałe walki wyniszczające ziemię śląską zrujnowaną niedawno przez wyprawy husytów zakończyły się dopiero w 1444 r. po uwięzieniu przez Konrada IV młodszego brata.

## Trudności finansowe i spór z kapitułą
Olbrzymie zniszczenia jakich doznało biskupstwo wrocławskie podczas wojen husyckich i domowych, przyczyniły się do tego, że Konrad IV w ostatnich latach rządów popadł w olbrzymie długi (sięgnęły 8500 guldenów węgierskich), z których i to z wielkim trudem udało się wyjść dopiero jego następcom.
Sprawy finansowe, a zwłaszcza fakt popierania papieża Eugeniusza IV przeciwko soborowi w Bazylei (do tego doszło zagarnięcie przez Konrada sum pieniędzy zbieranych na unię kościołów zachodniego z prawosławnym na terenie diecezji) doprowadziły do tego, że biskup 1 sierpnia 1444 r. pod naciskiem kapituły zrezygnował z władzy w diecezji. Oficjalnym powodem były ogromne długi osobiste i brak środków na utrzymanie dworu. Papież Eugeniusz IV odmówił zatwierdzenia tej decyzji i bullą z 21 lipca 1445 r. nakazał ponowne Konradowi IV objęcie urzędu. Do pogodzenia biskupa z kapitułą doszło dopiero w 1446 r. i to pod naciskiem militarnym wojsk Konrada. Umożliwiło to wydanie statutu diecezjalnego, który zreformował życie kościoła wrocławskiego.
Konrad był zmuszony sprzedać niektóre swoje dobra. 30 kwietnia 1420 sprzedał Prudnik za 6000 marek książętom opolskim. Warunkiem sprzedaży było poręczenie przez Prudnik długu biskupa wobec kolegiaty otmuchowskiej. Jednak po śmierci Konrada prudniccy rajcy nie zgadzali się na spłatę jego długów, ponieważ dowiedli, że nie zdążył pobrać pieniędzy przed śmiercią, więc kolegiata niesłusznie domagała się ich zwrotu. Aby zmusić mieszkańców Prudnika do zapłaty, 23 marca 1464 Prudnik i okoliczne wsie zostały obłożone ekskomuniką zatwierdzoną przez papieża Piusa II.

## Śmierć Konrada IV i opinia o nim Jana Długosza
Konrad IV zmarł 9 sierpnia 1447 r. w godzinach wieczornych w Jelczu i został pochowany w katedrze wrocławskiej.
Według Jana Długosza biskup Konrad był to "mąż czarniawy i złośnik, małej nauki, niskiego wzrostu, oddany obżarstwu, nieumiarkowany względem kobiet, w wydatkach rozrzutny, tłustego ciała, oczy miał ropiejące, w mowie jąkał się i bełkotał. Zmyślny do układania prozy i nowych piosenek i z przyrodzenia do tego mając zdolności, wiele pieśni ułożył i chciał, aby je za jego czasów w kościele śpiewano. Łatwy do siebie dawał przystęp. Był wolny od ceremonialnego obejścia i pychy, a nawet pochopny od wszelkiej płochości. Wina mołdawskiego, włoskiego i wszelkiego słodkiego zagranicznego na równi z piwem używał. Wprowadził zaś zwyczaj, że nie inaczej nadawał komuś beneficjum mające jakąś wartość, jak dopiero wtedy, kiedy ów dostarczył mu jako wynagrodzenie baryłkę wina mołdawskiego, albo włoskiego".

## Konrad IV w kulturze
Konrad IV jest jedną z postaci drugoplanowych w trylogii husyckiej Andrzeja Sapkowskiego, której tłem są wojny husyckie.